# 拉沃葡萄园梯田
拉沃葡萄园梯田（法語：Lavaux，法語發音：[lavo]）位于瑞士西部沃州，日内瓦湖北岸，东起希永城堡，西至洛桑东郊，绵延约30公里。有证据表明这一带在罗马时代就已经开始种植葡萄，现在的葡萄梯田最早建于11世纪，当时本笃会和熙笃会的修道院控制这一地区。所产葡萄是生产高品质葡萄酒的原料。2007年被列入世界文化遗产。